# Palantír
A palantír (tsz. palantíri) J.R.R. Tolkien történeteinek mágikus gömbje. A szó jelentése: ami messzire néz. Néha látókőnek is fordítják. A Harmadkorban hét ilyen kő volt  [Középföldén]. 

## Eredetük
A palantírok Eldaföldről kerültek Númenorba, a tündék ajándékaként. Valódi számuk, valamint készítőjük a feledés homályába veszett már, ám a legendák szerint maga Fëanor (a szilmarilok megalkotója) készítette a köveket. Középföldére Elendil és fiai (Isildur, Anárion) menekítettek át hetet hajóikon, még Númenor bukása előtt. Arda halandók számára kijelölt területein feltehetőleg egyedül a középföldei hét volt megtalálható.

## Kinézetük, tulajdonságaik
Mindegyik palantírban közös volt az, hogy tökéletes gömb alakúak voltak. A kövek kristályszerű (egyébként megsemmisíthetetlen) anyagból készültek, és használaton kívül mindegyik mélyfekete volt. Méretükben azonban már különböztek: volt, amelyik egy láb átmérőjű volt, de a hatalmasabb, nagyobb kövek (mint például az osgiliath-i és az Amon Sûl-i) akár teremnyi méretűek is lehettek.
A kisebb kövek többsége csak rögzített irányba „látott”, a nagyobbak azonban – a pólusaiknak megfelelően elhelyezve – körbejárhatóak voltak, és a Világ minden égtája felé láttak. A víziót nem árnyékolta semmi, a kövek használói képesek voltak falakon, hegyeken keresztüllátni. Egyedül a sötétség homályosította el a látást, így az, aki el akart rejtőzni a kövek mindent látó hatalma elől, kénytelen volt árnyékos helyet keresni, vagy egy speciális, az idők folyamán elfeledett árnyékoló technikát alkalmazni. Az erős elméjű szemlélő képes volt a kövek képét a saját akarata szerint irányítani, távoli alakokat, tárgyakat látomásában közelebb hozni. Fontos megemlíteni, hogy a kövek önmagukban csak „látni” voltak képesek (a múltat is). Gondolatok közvetítéséhez nagyon erős és gyakorlott elmékre, valamint két összhangban lévő kőre volt szükség mindkét oldalon. Ez utóbbi követelmény azonban a későbbiekben már nem állt fenn: vagy a kövek változtak meg, vagy a használatuk szabályai illetve módja, de Danathor és Szauron már egyetlen pár kő használatával is képes volt gondolatokat közölni egymással vagy pl. Észak királyai számára is elég volt egyetlen kő, hogy Gondorral kommunikáljanak.
Bár a kövek Elendil és leszármazottainak jogos tulajdonát képezték, használatára mindenki jogosult és képes volt (szellemi képességeinek megfelelően), aki arra Anárion vagy Isildur örököseitől (Arnor és Gondor jogos királyaitól) engedélyt kapott. Mivel a gondori helytartók felhatalmazást kaptak, hogy az ország ügyeit a király távollétében kézben tartsák, így a (Minas Tirith-i) kő használatának joga is öröklődött helytartóról helytartóra.

## A kövek Középföldén
Miután Elendil és fiai létrehozták Gondor és Arnor királyságait, a köveket szétosztották a birodalomban a kormányzás (és az egymás közti kommunikáció) megkönnyítése érdekében. A hétből három került Északra, Arnorba (Elendilhez), és négy Délre, Gondorba (Anárionnak és Isildurnak fejenként kettő).

### Arnor kövei

#### Amon Sûl
Széltető tornyában volt az északi kövek legnagyobbika. Leggyakrabban ezen a kövön keresztül kommunikáltak Észak királyai Gondorral. Mikor az Északi Királyság részeire oszlott, mindhárom birodalom (Arthedain, Cardolan, Rhudaur) magának követelte Széltetőt jó stratégiai fekvése miatt is. A palantír jogos tulajdonosa azonban Arthedain királya volt. Mielőtt Angmar bevette volna a tornyot és megsemmisítette volna azt, a palantírt Fornostba, Arthedain fővárosába menekítették (hk. 1409). Közel öt évszázad múlva, amikor Arthedaint meghódította Angmar (hk. 1974), Arvedui, a király hajón északra menekült, Forochel öblébe, magával víve az annúminasi és a széltetői palantírokat. Sajnos Arvedui hajótörést szenvedett visszatérése közben (hk. 1975), így az arnori kövek közül csak egy maradt meg.

#### Annúminas
Az annúminasi kőről tudni a legkevesebbet. Annúminas Arnor fővárosa volt, így Arnor királya leggyakrabban ezt a követ használta. Mikor a királyi udvar Fornostba költözött, a követ is magukkal vitték. Később ide került Amon Sûl köve is. Arvedui halálakor ez a kő is a tengerbe veszett.

#### Elostirion
Ez a kő Elostirion tornyába (a Megyétől nyugatra, a Toronydombokon áll) került. Nem volt másra használható, mint arra, hogy Mithlondot és a nyugati Tengert kémlelje. Ezt a követ Elendil Númenor utáni vágyódása miatt állította ide. Mesélik, hogy ebben a kőben Tol Eressëát, valamint Avallonë tornyát – ahol minden palantír leghatalmasabbika volt – is látni lehetett. Utazásuk megkezdésekor a Gyűrűk hordozói (Gandalf, Elrond, Galadriel, Frodó, Bilbó) ezt a palantírt felrakták hajójukra, és magukkal vitték Nyugatra (hk. 3021).

### Gondor kövei

#### Osgiliath
Osgiliathban, Gondor fővárosában volt a hét közül a legnagyobb palantír. Ez a Rokonviszály Háborújában tűnt el, a palantír az Anduinba esett (hk. 1437). 

#### Minas Ithil
Miután a Nazgûlok bevették Minas Ithilt (hk. 2002), az itt levő palantírt elvitték a Barad-dûrba. Ezen a palantíron keresztül tartotta a kapcsolatot Szauron Denethorral és Szarumánnal.

#### Orthanc
Az orthanci követ használta Saruman a Sauronnal való kapcsolatteremtésre. Saruman legyőzésekor Gríma, szerepét nem tudva, odahajította a palantírt Gandalfnak, aki elrakta a követ (hk. 3019. március 5.). Útban visszafelé Pippin belenézett a kőbe, és látta Sauront, de nem mondott neki semmit. Sauron azt hitte, hogy a kő Orthancban van, és hogy Pippin a gyűrű-hordozó, ezért odaküldött egy Nazgûlt.
Aragorn ebben a kőben mutatta meg magát Isildur örököseként Sauronnak útban a Holtak Ösvénye felé, aminek hatására az Ellenség elhamarkodott támadást indított Minas Tirith ellen.

#### Minas Anor
Ez a kő volt a legszorosabb kapcsolatban azzal a palantírral, amit Minas Ithilben őriztek. Miután az Ellenség ezt megszerezte, a gondori Helytartók nem merték használni az akkor már Minas Tirithben levő követ. Denethor viszont úgy vélte, hogy van elég akaratereje hozzá. Ennek segítségével Denethor sok mindent megtudott, de Sauron akaratával birkózva idő előtt megöregedett, később pedig már mindent Sauron akaratának megfelelően látott.